# The Residents
The Residents est un collectif d'artistes américain, originaire de San Francisco, en Californie. Il est surtout connu pour sa production discographique, ses spectacles de théâtre musical et ses nombreuses vidéos d'art. Durant les cinquante années de sa carrière, The Residents compte à son actif plus de quatre-vingts albums et de nombreux singles. Le groupe a également produit un court-métrage, cinq importantes pièces de théâtre musicales, trois fictions interactives sur CD-ROM, dix DVD (quatre DVD de concerts et six DVD de films et d'art vidéo) ainsi que des bandes sonores pour le cinéma et la télévision.
Le style musical des Residents emprunte des éléments des avant-gardes musicales et de l'anti-art et se mélange aussi avec des formes se rapprochant de la musique pop. Leurs compositions musicales intègrent un grand nombre d'influences, particulièrement ; les musiques de films et de séries télévisées des années 1960 et 1970 ; les musiques des compositeurs associés au surréalisme ; la musique romantique ; l'avant-garde musicale américaine ; les musiques de cabaret, de burlesque et de théâtre comique ; les techniques vocales utilisées en dessin animé, par les ventriloques et par les marionnettistes ; la poésie sonore ; les musiques country, blues, rock, jazz, psychédélique ; la muzak et les jingles ; la pop anglophone commerciale ; la musique militaire ; les musiques traditionnelles américaines ; les musiques de films, (surtout celles de Ennio Morricone et de Nino Rota) ; les musiques de gamelans balinais et javanais, de kulingtan et d'autres musiques traditionnelles ou modernes de différentes cultures.
Les membres du groupe ont toujours tenu à demeurer anonymes. Très peu de choses sont connues à leur sujet, si ce n'est les noms de quatre membres de la Cryptic Corporation, leur compagnie de production : Homer Flynn, Hardy Fox (1945-2018), John Kennedy et Jay Clem (ces deux derniers ont quitté la corporation au début des années 1980). Flynn et Fox sont souvent soupçonnés de faire partie du noyau dur du collectif par les critiques musicaux et leurs fans (la voix de Flynn, porte-parole de la Cryptic Corporation, serait identifiable sur la plupart des albums des Residents et la plupart des titres des Residents sont enregistrés à la société américaine des droits d'auteurs sous les noms de Fox et Flynn). Jusqu'en 2012, les Residents ont refusé de donner des interviews, sauf par la voix de Fox et Flynn comme représentants de la Cryptic Corporation. Le mystère qui entoure l'histoire de ce groupe est le plus souvent ponctué d'anecdotes et de théories invérifiables diffusées par la Cryptic Corporation ou les rumeurs de fans. Leur costume emblématique a pendant longtemps consisté en smokings, hauts-de-forme et masques représentant des globes oculaires, rendant impossible leur identification lors de leurs prestations scéniques ou sur les images photographiques.

## Histoire

### Origines et débuts (1969–1972)
Les Residents seraient originaires de Shreveport, en Louisiane, où ils se seraient rencontrés dans les années 1960. En 1966, ils se seraient rendus en Californie, se livrant à diverses expériences plus ou moins liées à « l'art ». Ils auraient alors acquis une certaine renommée, qui aurait incité le guitariste Phil Lithman, surnommé par la suite « Snakefinger », à devenir un collaborateur régulier des Residents. Un autre personnage nommé N. Senada, prétendu compositeur bavarois et philosophe de la musique, serait venu les rejoindre et aurait exercé une influence considérable sur le groupe. Ce dernier pourrait être, soit un personnage fictif (d'ailleurs mentionné dans un des textes sur la cassette Babyfingers produite par The Residents au début des années 1970), soit les compositeurs américains d'avant-garde Harry Partch ou Captain Beefheart qui, selon les rumeurs, auraient pu travailler avec le groupe à un certain moment de leur développement.
Les premières bandes inédites des Residents dateraient de 1969. Paraît vers la même époque le premier album du groupe psychédélique Cromagnon auquel les Residents auraient peut-être participé (la voix de l'un des chanteurs ressemble beaucoup à celle de Flynn). Deux ans plus tard, The Residents envoient une bande à Hal Halverstadt, de la Warner, mais celui-ci, guère impressionné, les rejette, tout en reconnaissant leur originalité. Aucun nom n'ayant été communiqué avec l'enregistrement, la note indiquant son rejet fut simplement adressée aux « Residents » de l'immeuble mentionné comme adresse de retour, un nom qu'adopte le groupe. L'année suivante, ils partent pour San Francisco et fondent la maison de disque Ralph Records qui fera paraître, outre leurs propres productions, les premiers albums d'autres artistes influents des années 1980 comme Yello, Tuxedomoon, Renaldo and the Loaf, Snakefinger et Fred Frith.
Les Residents composent dès le début des années 1970 des musiques destinées à leur propre film de fiction Whatever Happened to the Vileness Fats. Un extrait de cette bande sonore paraît en 1972 sur l'album Santa Dog, puis en 1980 la quasi-intégralité de la bande sonore sur l'album éponyme au projet d'origine.
De nombreux chorégraphes et artistes interdisciplinaires ont utilisé la musique des Residents dans leurs spectacles, notamment Maurice Béjard à la fin des années 1980.

### Période albums (1972–1980)
Plusieurs albums des Residents comportent des réinterprétations, passablement déconstruites ou transposées dans d'autres systèmes d'accords ou de tempérament, de morceaux du répertoire musical traditionnel ou commercial (pop, blues, country, etc.). Par exemple, leur premier single, Santa Dog, intègre une citation mélodique de la chanson Jingle Bells ; Meet The Residents commence avec une citation vocale et quasi méconnaissable de la chanson à succès composée par Lee Hazlewood pour Nancy Sinatra These Boots Are Made for Walkin' et poursuit le processus de déconstruction de la chanson populaire avec un genre de karaoke et scratch sur platine du succès Nobody but me.
C'est le deuxième album, The Third Reich 'n' Roll, sorti en 1976 et peut-être l'un des plus connus des Residents, qui affirme la posture postmoderniste du collectif quant à la déconstruction de la culture musicale populaire. L'album reprend et juxtapose systématiquement des réinterprétations inédites des grands succès du rock des années 1950, 1960 et 1970 dont les mélodies sont réduites à quelque notes et d'autres éléments modifiés et complexifiés de manière organique. Ses deux longs morceaux Swaticas on Parade et Hitler was a Vegetarian sont des réinterprétations des groupes ayant enregistré et popularisé des chansons rock 'n' roll (Cannibal and the Headhunters, Chubby Checker, Tommy James and the Shondells, America, Dick Holler and the Holidays, The Box Tops, Count Five, Syndicate of Sound, James Brown, Sean Bonniwell, The Tornados, The Surfaris, Fred and his Playboy Band, ? and the Mysterians, Lesley Gore, The Doors, Robin Moore et Staff Sgt. Barry Sadler, Ohio Express, Bill Haley and His Comets, The Seeds, The Young Rascals, Them, Iron Butterfly, Cream, The Beatles, The Rolling Stones) découpés, doublés et aux instrumentations modifiées. Les paroles sont désarticulées et rendues inaudibles, se rapprochant de la tradition de la poésie sonore. Les chansons originales sont ensuite retirées des bandes, laissant les seules performances nouvelles. L'album est surtout connu pour sa pochette, qui représente le populaire présentateur de talk-show télévisé américain Dick Clark en uniforme nazi, tenant dans une main une carotte, et entouré de svastikas et de représentations d'Hitler, déclinées sous différents aspects.
Le single Santa Dog, comprenant quatre morceaux, est inspiré par une photographie retrouvée accidentellement dans leur premier studio et représentant un chien déguisé en Père Noël. Il est considéré par la Cryptic Corp. et les Residents eux-mêmes comme le début de leur discographie « officielle », il sort en décembre 1972. En 1974 les Residents enregistrent leur premier album narratif, l'opérette Not Available, qui selon la théorie de l'obscurité de N. Senada, est ensuite placé en lieu sûr pour n'être rendu public que lorsqu'il aura été oublié. Toutefois, des obligations contractuelles forcent sa sortie en 1978. La pochette est un pastiche du second album américain des Beatles, Meet the Beatles!. La plupart des radios de la côte ouest refusent de le promouvoir, et seul Bill Reinhardt, directeur des programmes d'une station de Portland, diffuse le single et participe à la promotion de l'album.
Les Residents sortent ensuite deux albums de chansons : Fingerprince (1976) et Duck Stab/Buster & Glen  (1978), devenu à l'époque un album culte de la scène underground. Paru en 1978, le single The Beatles play the Residents and the Residents play the Beatles contient un morceau uniquement produit à partir de découpages de chansons des Beatles. Entre 1978 et 1991, plusieurs singles ou EP réinterprètent de manière inédite des chansons de James Brown (It's A Man's, Man's, Man's World), des Rolling Stones ((I can't get no) Satisfaction) et Ray Charles (Hit the Road Jack). La partie vocale est généralement transformée sous la forme de scansion et accentue l'impact dramatique ou ridicule de certaines paroles des textes originaux.
Les Residents sortent ensuite l'album Eskimo (1979), puis The Commercial Album (1980) auxquels collaborent différents musiciens, notamment Chris Cutler, Lene Lovich et Fred Frith. Chacun, à sa façon, poursuit la recherche de formes non conventionnelles de musique ; Eskimo illustre le paysage sonore d'une histoire se déroulant dans l'Arctique. Il se compose essentiellement de paysages sonores ponctués de percussions faites de peaux et de bois, d'électroniques et de voix.
The Commercial Album, paru en 1980, présente un palmarès imaginaire de quarante chansons durant chacune plus ou moins une minute.

### Performances artistiques et albums-concept (1981–1990)

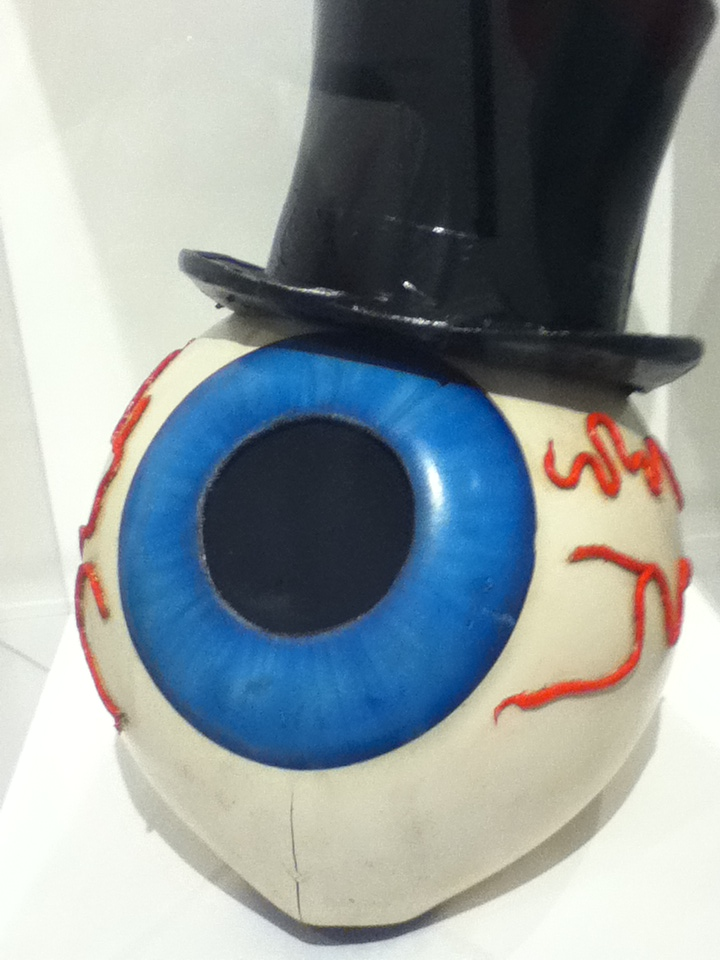
L'œil factice utilisé pendant les concerts et sur les pochettes des Residents.

The Residents s'intéressent aussi au répertoire des chansons enfantines et font paraître vers la fin des années 1970 des réinterprétations de quatre comptines traditionnelles (comportant chacune une Roud Folk Song Index dont la comptine Old MacDonald Had a Farm. Comme à leur habitude, ils modifient l'instrumentation et la dramaturgie sonore de chacun des morceaux pour en faire émerger un sens nouveau, critique des valeurs colonialistes et normalisatrices évoquées dans les versions d'origine.
Durant les années 1980 et 1990, la musique des Residents est utilisée dans le cadre de différentes émissions de télévision comme celles de Pee-Wee Herman, The Adventures of Thomas and Nardo, dans le film à succès Conceiving Ada, la comédie de série B The Census Taker et dans un film documentaire sur Thomas Pynchon : A journey into the Mind of p. Le collectif compose également une dizaine d'heures de musique pour une série documentaire de dix émissions de Wolfgang Bayer produite par The Discovery Channel sur les comportements des prédateurs dans leurs environnements naturels. L'album présentant les extraits sonores de ce travail est réalisé par l'équipe de Discovery Channel.
Mark of the Mole, premier album d'une trilogie d'albums-concept, paraît en 1981. La série se poursuit avec un album où la musique mélange le kitsch primitif et la poésie d'un jazz surréaliste : The Tunes of Two Cities. Les Intermissions du spectacle Mole Show paraissent l'année suivante, puis la quatrième partie de la trilogie, Big Bubble, deux ans plus tard. The Mole Trilogy s'accompagne d'une tournée qui permet les premières apparitions sur scène du costume emblématique des Residents.
À partir de 1983, les Residents reprennent et transforment aussi régulièrement leurs propres morceaux comme ils le feraient d'autres répertoires. Plusieurs morceaux se transforment avec le temps en y intégrant différents clins d'œil stylistiques empruntés à d'autres musiques. L'album Our Finest Flowers représente probablement l'un des exemples les plus particuliers de cette démarche : les Residents transposent leurs chansons originales sous d'autres modes musicaux, transforment les timbres, les ambiances sonores et les instrumentations en fusionnant deux ou trois composantes de leurs chansons écrites à différentes époques pour les réinterpréter comme ils le feraient pour de nouveaux morceaux.
Le groupe publie l'album Title in Limbo (une collaboration avec le duo écossais Renaldo and the Loaf) en 1983. Une série discographique destinée à honorer vingt compositeurs américains est inaugurée en 1984 par la parution des albums Georges and James puis, en 1986 du LP Stars and Hank Forever qui proposent des réécoutes partiellement déconstruites et reconstruites d'œuvres de James Brown, John Philip Sousa, Hank Williams et George Gershwin. La chanson Kaw Liga de Williams, interprétée sur un rythme échantillonné à partir de la chanson Billy Jean de Michael Jackson, connaît un certain succès sur les pistes de danse alternatives et constitue l'un des enregistrements les plus connus des Residents. En 1987, les Residents abandonnent le projet de poursuivre la série telle que prévue. Les musiques de marches de Sousa font l'objet d'une face entière d'un LP. On y entend des paysages sonores suggérant que les musiques de marches entendues sont enregistrées pendant une parade. Les timbres et arrangements évoquent des hallucinations auditives (ce principe sera réutilisé dans le projet High Horses paru en 2001). Ce projet de répertoire des musiques populaires américaines se conclura en 1990 par la création de la pièce de théâtre musical Cube E, une histoire de la musique américaine par la réinterprétation de classiques de la country, du blues (Buckaroo Blues) et des chansons d'Elvis Presley (The King and Eye).
C'est à partir de 1988 que les Residents vont consacrer des albums entiers à la problématique de la religiosité chrétienne avec God in Three Persons (réalisé sur les arrangements de cuivres de Richard Marriott de Clubfoot Orchestra). Ce récit musical raconte les aventures d'un être hyper-masculin qui tente d'abuser de frères siamois aux pouvoirs miraculeux avant d'être lui-même transformé par une sorte de révélation. La narration de cette œuvre, scandée sur un mode rythmique, serait inspirée des techniques du talking blues traditionnel et est accompagné d'un chœur grec interprété par Laurie Amat.
For Elsie, un EP paru en 1990, constitue une longue suite de variations de Für Elise de Ludwig van Beethoven. Ils enregistrent vers la même époque une série de reprises de musiques américaines tirées de films et de séries télé et du répertoire religieux sous le titre de Pollex Christi, une composition conceptuelle attribuée à N. Senada.

### Projets multimédias (1991–1997)
Les Residents commencent à s'intéresser à l'informatique dès le début des années 1980 avec Mark of the Mole, mais c'est à partir du décès de Snakefinger en 1987 que leurs projets musicaux sont essentiellement conçus à partir de procédés MIDI. L'album Freak Show en constitue probablement l'exemple le plus concluant. Celui-ci s'accompagne d'un CD-ROM, de représentations théâtrales et d'une bande dessinée. Cependant, un album constitué d'une version entièrement acoustique enregistrée à Prague lors d'une version scénique du projet en 1995 paraît en MP3 en 2009 sous le titre Prague and Beyond.
Intéressés par le CD-ROM au cours des années 1990, les Residents composent les bandes sonores de leurs fictions interactives comme Freak Show, Gingerbread Man et Have a Bad Day on the Midday. Vers la même époque, deux annonces télévisées réalisées pour les corporations Levi's et T-Mobile sont basées sur la musique des Residents mais sans leur consentement préalable. Elles seront poursuivies en justice par la Cryptic Corporation. Un arrangement entre ces compagnies et les avocats des Residents a finalement avantageusement dédommagé le collectif. Ils composent aussi la musique pour un projet de même nature, I Murdered Mommy, dont la production fut interrompue, cette bande sonore en demeurant la seule trace tangible.
En 1995, The Residents créent une chanson dont les paroles portent sur le thème de la vanité en utilisant la mélodie et la structure de la chanson caritative We Are the World. Vers la fin des années 1990, The Residents intègrent à leur projet Wormwood des citations de musiques religieuses et du thème de Jesus Christ Superstar, un opéra-rock des années 1960. Le spectacle se termine avec une parodie de la chanson traditionnelle Old-Time Religion dont les nouvelles paroles critiquent l'absolutisme et les abus promulgués par l'Église.

### Tournées etstorytelling(1998–2008)

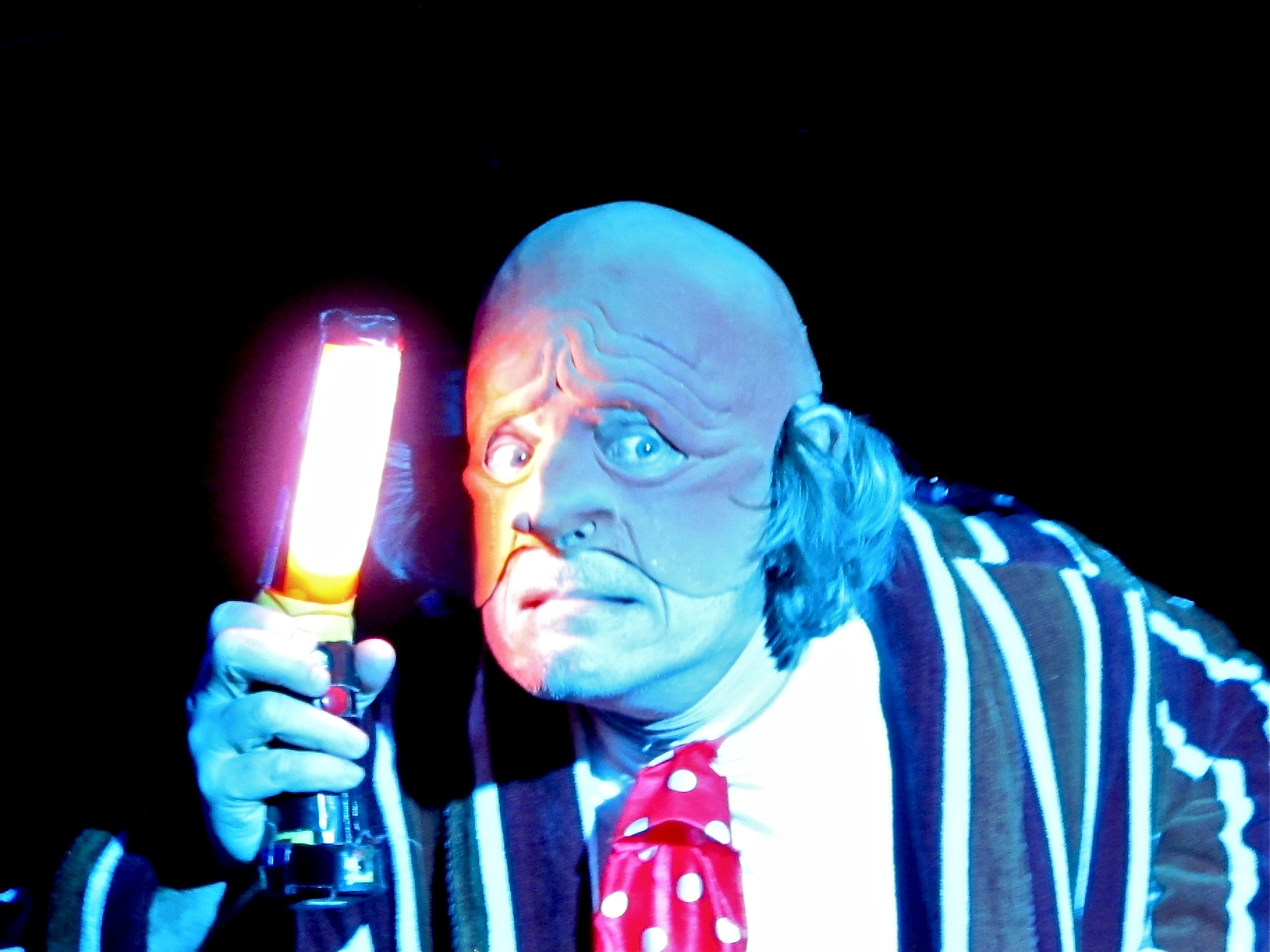
The Residents au Middle East en 2010.

Le projet High Horses (paru en 2001) est constitué de morceaux traditionnels des machines à musique pour les carrousels dans les parcs d'amusement. Outre une transformation sensible de l'orchestration et du tempérament des morceaux, les Residents font tournoyer le son dans l'espace stéréophonique en imitant un léger effet Doppler comme si la machine à musique était entraînée par le manège. Les notes d'accompagnement précisent que cette suite de morceaux reproduit des hallucinations auditives de l'un des Residents qui aurait plusieurs années auparavant consommé du LSD dans une foire d'amusement en écoutant ces musiques de carrousels. Selon le site web du groupe, les Residents sont toujours à l'affût de morceaux méconnus du répertoire traditionnel de musiques de différentes régions des États-Unis. Ils auraient d'ailleurs profité en 2011 d'une pause accidentelle durant le tournage vidéo d'une de leurs productions en Arkansas pour répertorier des morceaux entendus au cours de ce voyage.
L'album de théâtre musical Wormwood paru en 1998 explore différentes anecdotes tirées de l'Ancien Testament dont les contenus en termes de moralité sont socialement répréhensibles dans la société actuelle. Ce projet leur attire l'hostilité de la part de plusieurs membres de différentes églises chrétiennes. En 1999, un des membres du groupe est agressé et blessé à la tête au cours d'un spectacle de la tournée Wormwood présenté en Grèce.
Les Residents traversent régulièrement des périodes où différents thèmes liés à la religiosité chrétienne sont intégrés à leurs œuvres. Même avant leurs premières parutions officielles, leurs démos Warner Bros. contenaient un morceau chanté de manière absurde I Hear You've Got Religion alors que la cassette Baby Sex proposait un morceau plus expérimental intitulé The Four Cruxifixion. Les paroles de la chanson thème leur premier single Santa Dog (1972) (une anagramme de « Satan God »), évoque la croissance intra-utérine de Jésus.
L'album 12 Days of Brumalia, paru durant les années 2000, retrace le rite païen des Brumalies dont l'importance dans la culture populaire en Europe au Ve siècle aurait convaincu l'Église catholique de placer la fête de la naissance du Christ le 25 décembre (jour des Brumalies, fête de Bacchus et fin du printemps après le solstisce d'hiver). En 2002, The Residents fait paraître un album constitué d'une suite de chansons aux accents nostalgiques, Demons Dance Alone, inspiré par les contrecoups émotionnels des attentats du 11 septembre 2001.
En 2005, les Residents réintègrent davantage d'instruments acoustiques à leur musique et sortent l'album Animal Lover (2005), sur lesquels ils s'appuient particulièrement sur la voix de la chanteuse Molly Harvey et des membres du groupe californien de gamelan balinais Sekar Jaya, déjà présents sur Woodworm. Ils font durant les années suivantes participer ce groupe à d'autres albums tels Best Left Unspoken: Volume 3, Dolor Generar, Dolar General, The Rivers of Hades et Bridegroom of Blood - Gamelan collection. Toujours en 2005, The Residents composent également une musique pour un documentaire réalisé par Lynn Hershman portant sur l'histoire de l'artiste et professeur Steve Kurtz arrêté et harcelé psychologiquement en 2002 par le FBI à la suite du décès de son épouse. Kurtz, membre du collectif d'artistes Critical Art Ensemble, avait injustement été soupçonné de se livrer à des activités de bioterrorisme. Cette musique est parue en 2010 dans un album titré Film Series 2 - Strange Culture / Haeckel's tale.

### DeTalking LightàShadowland(2010–2016)

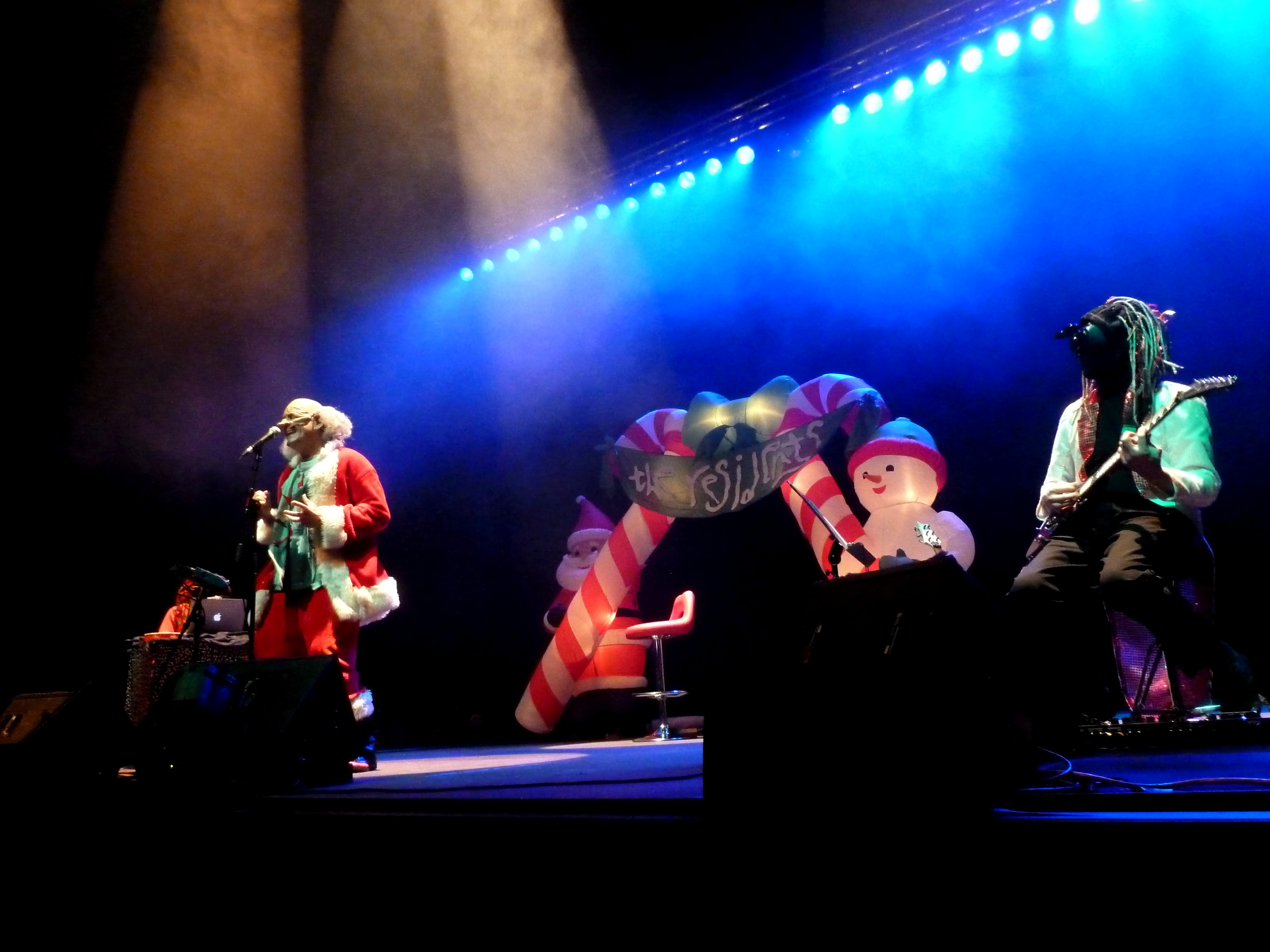
The Residents en 2013 pendant leur tournée spécial 40 ans Wonder of Weird.

En 2006, les Residents lancent un projet de téléchargement de théâtre radiophonique sur Internet, River of Crime, puis un projet vidéo sur YouTube, Timmy, en 2007. L'album Tweedles paraîtra également en 2006. En 2007 et 2008 paraissent des albums constitués de différentes musiques instrumentales : Night of the Hunters, Smell my picture ainsi qu'une musique à programme, The Voice of Midnight, une adaptation du L'Homme au sable d'E.T.A. Hoffmann lequel s'accompagne d'un autre album The Sandsman Waits.
Entre 2008 et 2011 The Residents proposent un projet multidisciplinaire à saveur eschatologique qui comporte une fiction sur le Web (Is Anybody Out There?), des albums et une tournée sous le titre de The Bunny Boy. L'histoire relate la quête d'un homme âgé, hyperactif excentrique, obsédé par les lapins, à la recherche de son frère cadet duquel il reçoit régulièrement des cartes postales de Patmos où, selon les textes du Nouveau Testament fut jadis rédigée l'Apocalypse de Jean. Cette histoire est liée à travers une série d'albums intitulés The Bunny Boy, Postcards from Patmos, Arkansas, Ozan et Ozark et à un projet de fiction vidéo diffusé hebdomadairement sur YouTube où le personnage répond par vlog aux courriels qui lui sont adressés par les internautes tout en proposant, par le biais d'enchères sur eBay, l'acquisition d'objets, de petites sculptures et de dessins utilisés dans la réalisation de ces vidéos. Le tout est entrecoupé d'une tournée aux États-Unis et en Europe.
Entre 2010 et 2011, The Residents réalisent un projet de théâtre musical intitulé Talking Light sur le sujet des phénomènes paranormaux et des fantômes qui circule en tournée pendant plus d'un an. Les musiques de ce projet paraissent sur différents albums, notamment Lonely Teenager, Dollar General, Dolor Generar et Chuck's Ghost Music (a Talking Light presents project). Le projet paraît également sur deux DVD : Randy Ghosts Stories (réalisé avec l'artiste vidéo John Sanborn) et Live at Bimbo (l'enregistrement vidéo intégral d'une représentation du spectacle à San Francisco).
À partir de 2010, si on en croit le site officiel des Residents, certains membres du groupe réalisent des albums en studio pendant que d'autres membres poursuivent des tournées. On assiste d'ailleurs depuis cette période à une multiplication des productions audio-graphiques et scénographiques de la part du collectif.
Une série de soixante huit concerts de la tournée Talking Light de 2010-2011 sont parus individuellement en album téléchargeables sur le site du groupe. Ces enregistrements furent réalisés dans les villes suivantes : Los Angeles (2 dates), Montréal (Club Soda, 2 dates), New York (2 dates), Oakland, Washington, Milwaukee, Toronto (The Opera House, 2 dates), Chicago (2 dates), Boston (2 dates), Austin (2 dates), Dallas, Memphis, Philadelphie (World Cafe Live, 2 dates), Atlanta (2 dates), Tucson, San Diego, Santa Cruz, Portland (Oregon, USA), Nimègue (2 dates), Caen, Bruxelles, Aarhus, Bergen, Oslo, Wrocław, Cracovie, Berlin, Minehead, La Haye, Hambourg, Francfort, Pordenone, Rome, Bologne, Milan, Lyon, Larvik, Drammen, Trondheim, Copenhague, Paris (Centre Pompidou, 2 dates), Moscou, Saint-Pétersbourg, Kortijk, Düsseldorf, Prague, Berne, Zurich, Mexico, Seattle, Vancouver, Edmonton, Calgary, Winnipeg, et Minneapolis. Le concert de San Francisco (au Bimbo) est enregistré et publié en DVD.
En 2011, les membres du collectif annoncent que The Residents présenteront dorénavant des projets solos de certains de leurs membres. Ceux-ci se cachent néanmoins toujours sous des pseudonymes (Charles Bobuck, Randy Rose, etc.). Depuis lors, le site Web du collectif diffuse régulièrement des tranches d'histoires autobiographiques de chacun d'entre eux. Dans un projet Web réalisé en 2012, Charles Bobuck relate son parcours artistique au sein du groupe, dévoile certains détails de sa vie intime, notamment ses expériences liées à l'usage de drogues psychédéliques durant les années 1970, ses relations interpersonnelles avec les autres membres du collectif et leurs familles, sa passion pour les musiques de gamelan née de son enfance aux Philippines, certaines méthodes de composition et des anecdotes liées à ses relations intimes.
Toujours en 2011, The Residents réalisent l'album Coochie Brake (du nom de la localité éponyme). L'album est enregistré, pour la toute première fois dans l'histoire du collectif, avec un nouveau chanteur et percussionniste hispanophone répondant au pseudonyme de « Carlos ». L'album est aussi enregistré avec la participation du guitariste Nolan Cook et du musicien M. Villalobos.
Le théâtre musical Sam's Enchanted Evening est présenté en 2011 et 2012. Il met en scène un seul personnage, un vieil Américain né en Louisiane qui relate et chante les mansuétudes d'une vie ponctuée de regrets et de déceptions à travers ruptures amoureuses, impulsions patriotiques, participation à la guerre du Viêt Nam et fétichisme des objets de consommation. Œuvre dramatique sur le thème des promesses non tenues d'une société américaine trop idéaliste, les Residents s'y font rencontrer des chansons du répertoire de la pop américaine des années 1940, 1950 et 1960, des monologues et des nouvelles compositions. L'instrumentation est uniquement acoustique, souvent constituée d'un simple piano ou d'un quatuor à cordes.
En 2015, à l'âge de 70 ans, Hardy Fox quitte les Residents, mais continue à composer pour le groupe et à enregistrer des albums en solo jusqu'en 2018, année où il meurt d'une tumeur au cerveau.

### The Real Residents (depuis 2016)
En 2014, un documentaire sur le groupe, intitulé Theory of Obscurity, est annoncé. Le film est terminé en 2015.
En septembre 2016, le groupe annonce son prochain album, Ghost of Hope. En novembre 2016, ils sortent le clip promotionnel (Randy) pour un film appelé Double Trouble.

## DVD et images
- 1992 : Freak Show (fiction interactive sur CD-ROM)
- 1994 : Gingerbread Man (fiction interactive sur CD-ROM)
- 1995 : Bad Day on the Midway (fiction interactive sur CD-ROM)
- 2001 : Icky Flix (compilation des courts-métrages antérieurs, DVD)
- 2002 : Demons Dance Alone (DVD)
- 2003 : Eskimo (DVD)
- 2004 : The Residents Commercial (album DVD)
- 2005 : The Residents Play Wormwood (DVD)
- 2009 : Is Anybody Out There? (DVD)
- 2010 : Randy's Ghost Stories (DVD)
- 2011 : Talking Light: Bimbo's (DVD)